# Norman Stevens
Norman Stevens född 1893, död 1993, var en amerikansk författare och ockultist som bland annat skrev böckerna Regnbågskrigaren I-III och Sex & Polarity. Hans texter baseras till stor del på Alice A. Bailey och "Tibetanens" (Djwhal Khul) undervisning.
De sista åren av sitt liv bodde han på Fridhems kursgård i Stjärnsund i södra Dalarna i Sverige.